# Chinesisches Eisenbahnmuseum

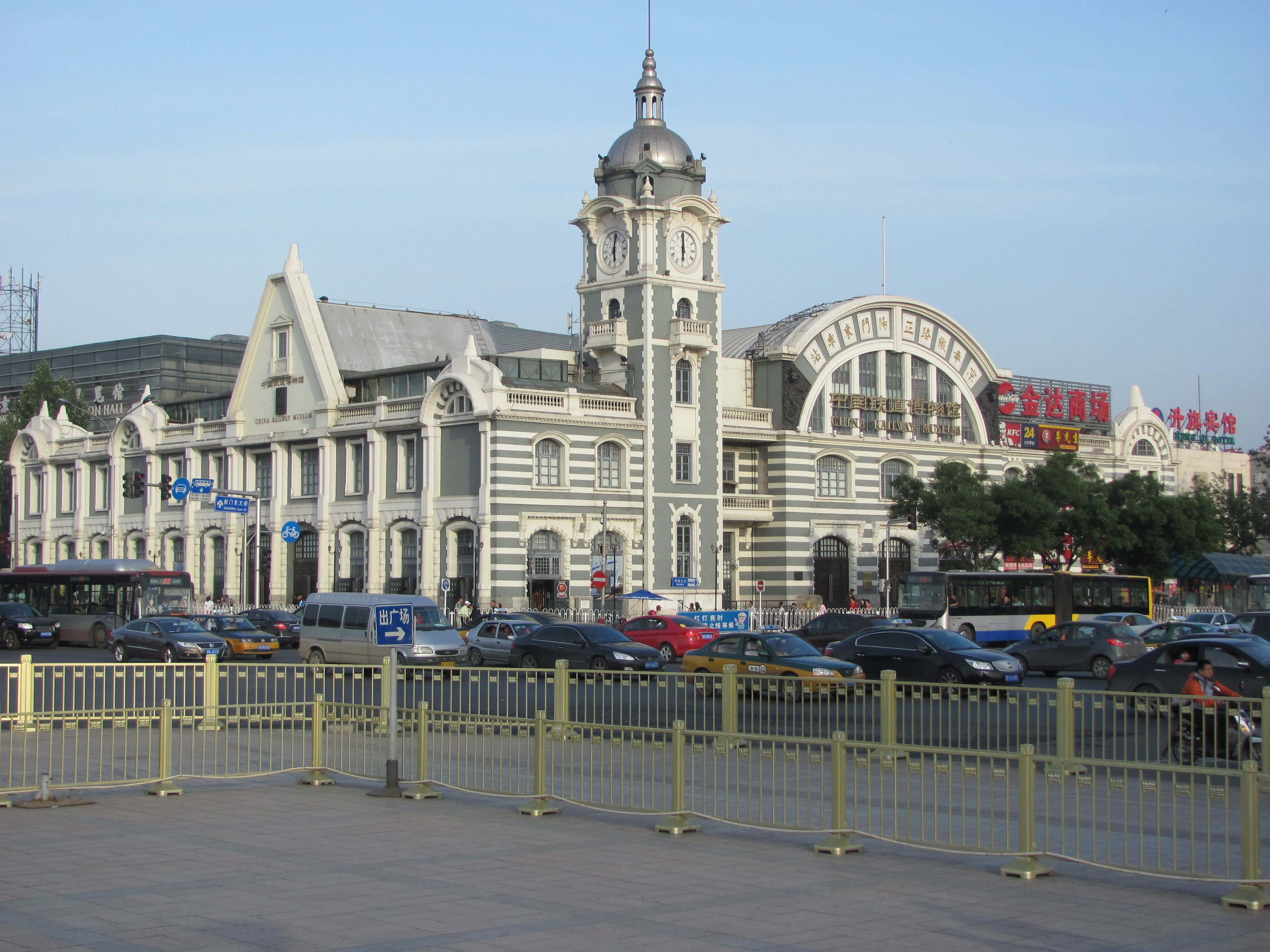
Fassade zum Tian’anmen-Platz

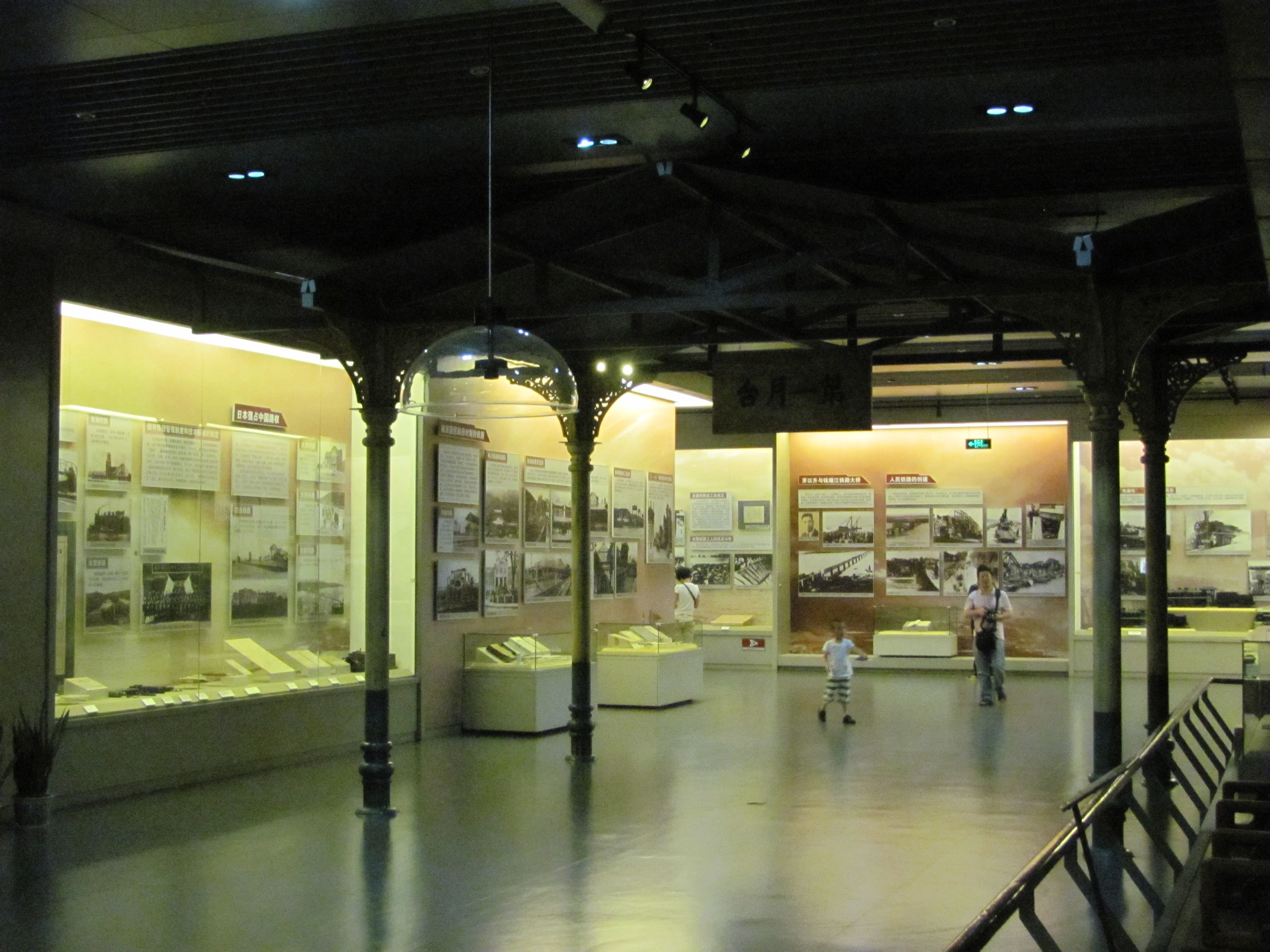
Ausstellungssaal im Erdgeschoss

Das Chinesische Eisenbahnmuseum (chinesisch 中国铁道博物馆, Pinyin Zhongguo tiedao bowuguan, englisch China Railway Museum) ist eine Einrichtung der Chinesischen Eisenbahn (CNR) mit mehreren Standorten in Peking:
- Eine Fahrzeughalle befindet sich im Pekinger Stadtbezirk Chaoyang. Sie wurde 2002 eröffnet und hat eine Fläche von 16.500 Quadratmetern. Hier werden überwiegend Lokomotiven aus der Zeit nach der Gründung der Volksrepublik China 1949 gezeigt.
- Im Stadtzentrum, an der Südostecke des Platzes am Tor des Himmlischen Friedens, im Empfangsgebäude des ehemaligen Bahnhofs Zhengyangmen werden auf vier Ebenen übereinander vor allem Dokumente und Fotografien aus Geschichte und Gegenwart der Chinesischen Eisenbahn gezeigt. Im Untergeschoss gibt es ein Modell der Lhasa-Bahn und weitere Modelle von Empfangsgebäuden an den Hochgeschwindigkeitsstrecken Chinas. Im Museum befindet sich auch der Fahrsimulator eines CRH3-Hochgeschwindigkeitszuges, mit dem auch „Fahrten“ für Besucher durchgeführt werden, was kostenpflichtig ist. Der Museumeintritt ist kostenpflichtig.